# Alangiaceae
Alangiaceae is een botanische naam, voor een familie van tweezaadlobbige planten. Een familie onder deze naam wordt vrij algemeen erkend door systemen van plantentaxonomie, maar niet door het APG-systeem (1998) en het APG II-systeem (2003). In deze laatste systemen worden deze planten ingedeeld in de kornoeljefamilie (Cornaceae).
Het Cronquist-systeem (1981) accepteerde deze familie wel, en deelde haar in bij de orde Cornales. Daarentegen plaatste het Wettstein-systeem (1935) haar in de orde Myrtales.
Indien erkend, gaat het om een kleine familie van zo'n twee dozijn soorten, meestal alleen bestaande uit het geslacht Alangium. De site van Watson & Dallwitz accepteert ook het geslacht Mettenusia in deze familie, maar de Angiosperm Phylogeny Website verwijst dit geslacht naar een heel andere orde (te weten Garryales) [9 nov 2007].